# -tania

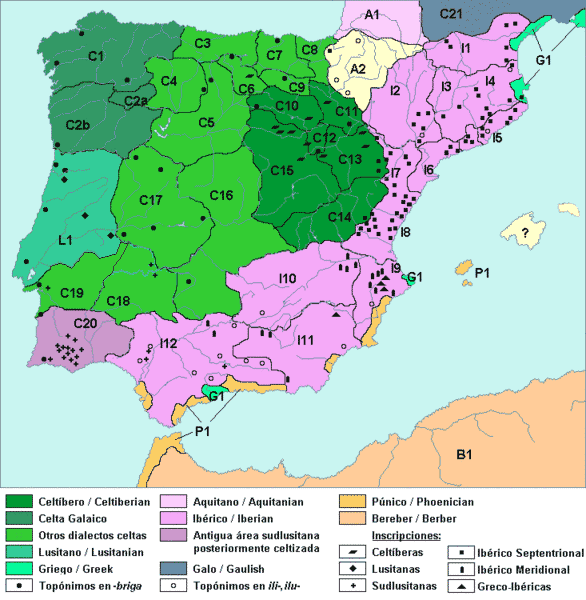
Famílies lingüístiques de la península ibèrica abans de la romanització
C1: Galaics / C2b: Bràcars / C3: Càntabres / C4: Asturs / C5: Vacceus / C6: Turmogs / C7: Autrigons-Caristis / C8: Vàrduls / C9: Berons / C10: Pelendons / C11: Bels / C12: Lusons / C13: Titius / C14: Olcades / C15: Arèvacs / C16: Carpetans / C17: Vetons / C18-C19: Cèltics / C20: Conis / L1: Lusitans / I1: Ceretans / I2: Ilergetes / I3: iacetans / I4: Indicets / I5: Laietans / I6: Ilercavons / I7: Sedetans / I8: Edetans / I9: Contestans / I10: Oretans / I11: Bastetans / I12: Turdetans / G21: Gals / G1: Grecs / P1: Fenicis/Cartaginesos / B1: Amazics.

El sufix -tània o -etània denota un territori o regió a la península Ibèrica. El gentilici és «-tà», «-tana», «-tans», «-tanes». Té el seu origen històric a la Iberia prerromana. El seu origen etimològic és discutit pels lingüistes. El jesuïta manxec Hervás y Panduro proposa una vinculació amb les llengües celtes, a les quals l'arrel *tan o *taín vol dir departament o regió (en irlandès, tan significa país). Altres filòlegs com Pablo Pedro Astarloa suggereixen una combinació de l'arrel euskera *eta (Com ara Legorreta, Amorebieta, Mañueta, etc.) amb l'arrel llatina *-ia utilitzat en topònims (com Romania, Hispània, etc.). Una altra teoria, desenvolupada parcialment pel jurista aragonès Joaquín Costa, relaciona aquest sufix amb el berber *ait, que vol dir tant «fill de» com «tribu», o con *at, «gent». Aquesta teoria es basa en el fet que «aide» vol dir parent en euskera (basant-se en la teoria basca-berber).

## Exemples
- Accitània
- Ausetània, cognat d'Osona. Probablement conservat en el gentilici vigatà, per analogia a l'antic ausetà.
- Bergistània, cognat de Berga. Conservat al nom de la comarca del Berguedà.
- Bastetània
- Carpetània
- Ceretània, d'on prové Cerdanya.
- Contestània, d'on prové Cocentaina.
- Cosetània
- Ilergitània, cognat de Lleida.
- Ilorcitània, d'on prové Lorquí.
- Iacetània
- Lacetània
- Laietània
- Lusitània
- Oretània
- Ossigitània
- Sedetània
- Turdetània

### Fora de la península ibèrica
- Aquitània
- Mauritània
- Occitània

## Altres sufixs de lloc
- -landia o -landa (germànic)
- -stan (persa)